# Merogomphus pavici
Merogomphus pavici – gatunek ważki z rodziny gadziogłówkowatych (Gomphidae). Występuje w Tajlandii, Laosie, północnym Wietnamie, południowych i południowo-wschodnich Chinach (w tym na wyspie Hajnan) oraz na Tajwanie.
Takson ten jest gatunkiem typowym rodzaju Merogomphus. Opisał go w 1904 roku René Martin.